# Conto do vigário
Conto do vigário é uma expressão usada em Portugal e no Brasil significando uma história elaborada com o objetivo de burlar alguém.

## Origem
São várias as versões da origem do termo conto do vigário, mas o que todas guardam em comum é que tem como tema principal um golpe de esperteza e um vigário.
Uma das histórias mais conhecidas teria como palco, ainda no século XVIII, uma disputa entre os vigários das paróquias de Pilar e da Conceição em Ouro Preto, pela mesma imagem de Nossa Senhora. Um dos vigários teria proposto que amarrassem a santa ao burro que estava solto na rua. Pelo plano, o animal seria solto entre as duas igrejas. A paróquia para a qual o burro se encaminhasse ficaria com a imagem. O animal foi para a igreja de Pilar, que assim ganhou a disputa. Mais tarde teria sido descoberto que o burro era do vigário dessa igreja.
Outra versão reza que bandidos tentavam tomar dinheiro de incautos usando a história de uma herança que teriam ganho de um vigário ou por terem escutado uma história contada por um vigário, mas que para isso teriam de pagar várias taxas e outras quantias.
Já Fernando Pessoa ficcionou a vida de Manuel Peres Vigário, um lavrador ribatejano, que se terá aproveitado da ganância alheia para trapacear.